# Битка при Оркиния
Битката при Оркиния (Orkynia) е конфликт между първата и втората диадохски войни през пролетта 319 г. пр. Хр. в Кападокия в Мала Азия между Антигон I Монофталм и Евмен от Кардия.
Антигон I Монофталм побеждава Евмен, който загубва почти цялата си войска, а спасените бягат при Антигон. Евмен се оттегля с 600 приближени в крепостта Нора, където месеци наред е обсаден. През есента 319 г. пр. Хр. Антигон разрешва на Евмен да се оттегли. Евмен се съюзява с Полиперхон, новият регент на Александровото царство, и скоро след това започва Втората диадохска война.